# Partido Humanista Internacional
El Partido Humanista Internacional (PHI) es una Federación de Partidos Humanistas —independientes entre sí—, aunque todos pertenecientes a la corriente de opinión conocida como Movimiento Humanista que sigue la ideología del Nuevo Humanismo o Humanismo Universalista. El PHI está coordinado por un Equipo Internacional, elegido por el voto directo de los miembros plenos de todos los países miembros, asegurando la participación de las minorías.
En el esquema de una Federación de Partidos Humanistas, cada partido nacional es autónomo en su planificación nacional y trabajan en coincidencia con una estrategia mundial. Los partidos humanistas de cada país se articulan con la orgánica internacional a través de su enlace y en reuniones periódicas virtuales.
Desde el Partido Humanista Internacional se hace circular la información a nivel mundial, se promueven campañas sobre temáticas mundiales, se planifica el desarrollo del partido en regiones o países donde no se encuentre, y en determinadas coyunturas se puede definir el apoyo al Partido Humanista de algún país. También se realiza el análisis de la situación mundial y se elaboran posicionamientos para el ámbito internacional, que en muchos casos también sirven a los ámbitos nacionales. 
Todos los cargos del PHI son electivos y se renuevan cada dos años. Tanto para la elección de funciones como para la toma de decisiones relevantes que comprometen al conjunto, se utilizan mecanismos de democracia directa, empleando tecnología informática para asegurar la viabilidad de participación de todos los miembros.
Independientemente de los requisitos legales en cada país para la obtención de personería jurídica, se pueden incluir en la Federación aquellos partidos nacionales que cuenten con ciertas condiciones mínimas de organización establecidas por su Junta Promotora. 
El Partido Humanista Internacional además impulsa el ámbito de la Internacional Humanista como un espacio no orgánico de convergencia de otros partidos, organizaciones y personas que adhieran a los planteos humanistas, abierto a una amplia participación. 

## Objetivo
Los 35 partidos políticos adherentes de Oceanía, Asia, Sudamérica, Norteamérica y Europa forman este organismo de coordinación, información y difusión del Nuevo Humanismo; y de promoción de la solidaridad internacional entre las naciones en procesos concordantes con la ideología humanista.

## Antecedentes directos
Los antecedentes más antiguos del Partido Humanista Internacional son los de la Internacional Humanista. primeramente con una Comisión Coordinadora de los Partidos Humanistas en formación en la Campaña Europea contra el Desempleo (Madrid, mayo de 1984), un Encuentro de los Partidos Humanistas formados y en formación (Río de Janeiro, junio de 1985), reunión coordinadora de las campañas contra el apartheid (Bombai, enero de 1987) y la necesidad de implementar una organización internacional y creación de un comité coordinador para la realización del primer Congreso Internacional Humanista (Roma, enero de 1988).
Esto llevó al I Congreso Fundacional de la Internacional Humanista con el Homenaje a Galileo Galilei (Florencia, enero de 1989); cuatro años más tarde al II Congreso de la Internacional Humanista y Solidaridad con Rusia (Moscú, octubre de 1993) y el Congreso Extraordinario y el Homenaje a Silo (Santiago de Chile, enero de 1999).
Con la desestructuración del Movimiento Humanista y su disolución como organización en agosto de 2009, para simplemente mantenerse como una corriente de opinión, surgió la necesidad de contar con un espacio de coordinación permanente a nivel de los Partidos Humanistas y se creó el Partido Humanista Internacional. Desde el año 2010 y cada dos años, ha sido nombrado un nuevo Equipo de Coordinación Internacional con el voto directo de todos sus miembros plenos de los cinco continentes.

## Actualidad
El Partido Humanista Internacional impulsa un espacio de convergencia al que confluyen otros partidos, organizaciones y personas que adhieran a los planteos humanistas, todos adherentes a los planteos del Documento Humanista. Ese espacio de convergencia, conocido como la Internacional Humanista, está abierto a una amplia participación y organiza foros internacionales, encuentros y todo tipo de intercambios.
Una de las metas principales del Partido Humanista Internacional es la articulación de la acción política humanista a nivel mundial. Actualmente se encuentra en funciones el Equipo de Coordinación Internacional (ECI) 2020-2022, con las Secretarías permanentes: General, de Organización, de Enlace, de Posicionamiento, de Comunicaciones y de Administración, Actas y Censo. Además funcionan con sus propios equipos de trabajo las Secretarías temáticas de Democracia Real, Derechos Humanos, de Diversidad Sexual, de Feminismo y de Medio Ambiente.

## Partidos miembros
Actualmente el Partido Humanista Internacional articula a los PH de Argentina, Chile, España, Italia, Uruguay, Costa Rica, Colombia, Paraguay, Islandia, Bolivia, Ecuador y Grecia.

### Asia/Oceanía
- Hong Kong: Asociación Humanista de Hong Kong (Humanist Association of Hong Kong)[cita requerida]
- India: Humanist Party of India[cita requerida]

### Europa
- Alemania: Humanistische Partei Deutschlands
- Bélgica: Parti Humaniste de Belgique[cita requerida]
- Dinamarca: Det Humanistiske Parti[cita requerida]
- Escocia: Humanist Party of Scotland[cita requerida]
- España: Partido Humanista de España
- Francia: Parti Humaniste France[cita requerida]
- Hungría: Humanista Part Magyarorszag[cita requerida]
- Reino Unido: Humanist Party of England[cita requerida]
- Islandia: Partido Humanista de Islandia
- Italia: Partito Umanista Italia
- Países Bajos: Humanistische Partij[cita requerida]
- Portugal: Partido Humanista de Portugal
- República Checa: Humanisticka Aliance[cita requerida]
- Suecia: Humanisterna[cita requerida]
- Suiza: Humanistische Partei Schweiz[cita requerida]

### América
- Argentina: Partido Humanista de Argentina
- Brasil: Partido Humanista de Brasil[cita requerida]
- Bolivia: Partido Humanista de Bolivia
- Canadá: Humanist Party of Canada[cita requerida]
- Chile: Partido Humanista de Chile
- Costa Rica: Partido Humanista de Costa Rica (desinscrito en 1990). Actualmente representado por el Partido Humanista de Montes de Oca
- Paraguay: Partido Humanista de Paraguay (disuelto en 2017)[2]
- Uruguay: Partido Humanista de Uruguay

## Documentos oficiales
El Partido Humanista Internacional ha adoptado como documentos oficiales a los de la Internacional Humanista (menos sus Estatutos), a saber:
- Recomendaciones de la mesa coordinadora al Primer Congreso de la Internacional Humanista, Florencia, 1989.[3]
- Declaración de Principios.[4]
- Tesis.[5]
- Bases de Acción Política.[6]
- Declaración Universal de los Derechos Humanos:[7]
- Documento Humanista.[8]

Adicionalmente, es oficial el documento desarrollado por una Comisión interna a fines del 2009, con el surgimiento del Partido Humanista Internacional:
- Lineamientos Organizativos (que incluye además de los lineamientos a manera de estatuto, ideas básicas, propuestas de acción política y materiales de referencia).[9]

Y finalmente, los miembros del Partido Humanista Internacional tienen como documento oficial de trabajo el: 
- Manual de formación personal para miembros del Movimiento Humanista.[10]